# August Puig

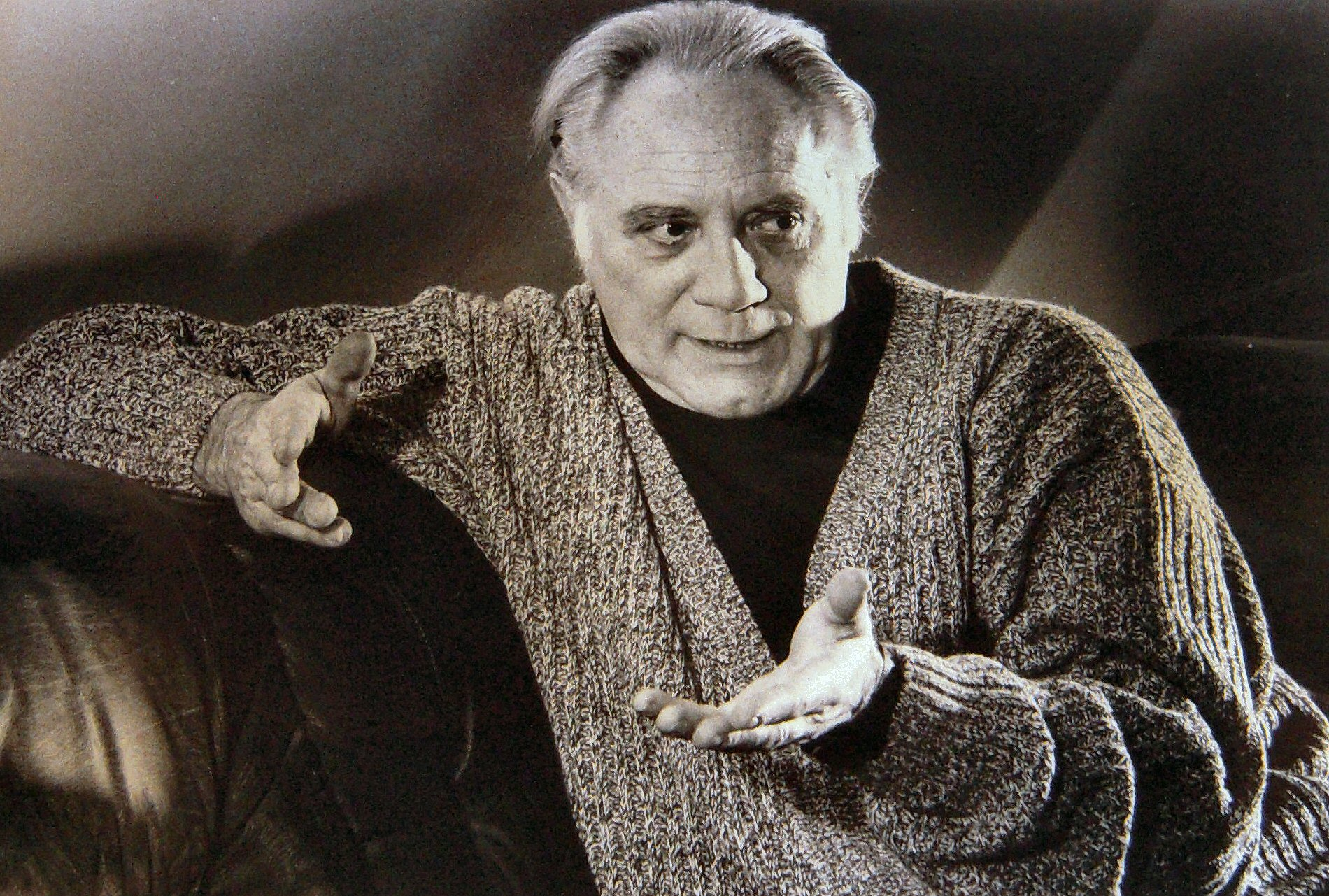
August Puig

August Puig i Bosch (* 1. April 1929 in Barcelona; † 25. Oktober 1999 in Monells, Provinz Girona, Katalonien) war ein spanischer abstrakter Maler.

## Leben
Er verließ 1944 die Schule, um eine Goldschmiedelehre zu beginnen. Angeregt durch seinen Vater und dessen Malerfreunde, interessierte er sich schon früh für Kunst und begann noch während der Schulzeit zu zeichnen und zu malen. Seine Bekanntschaft mit Joan Miró beeinflusste seine ersten abstrakten Versuche. 1946 erhielt er den 1. Preis der Ausstellung in der Union Arte in Bilbao. Im selben Jahr nahm er an der ersten Präsentation moderner spanischer Malerei nach dem Bürgerkrieg in der Vereinigung Els Blaus im Ausstellungszentrum im Stadtteil Sarrià in Barcelona teil. Nach dieser Ausstellung wurde das Ausstellungszentrum für Jahre von den Vertretern der Franco-Diktatur geschlossen. Durch das Institut Français erhielt er ein Kunststipendium der französischen Regierung für Paris. Daraufhin brach er seine Lehre ab und lebte ab 1947 in Paris. Dort nahm er 1948 zum ersten Mal am Salon de Mai teil. 1949 fand seine erste Einzelausstellung bei Bernard Dorival statt. In diesen Jahren gründete er eine Familie und verbrachte längere Zeit unter anderem in Algerien, Belgien, den Niederlanden, Italien und der Schweiz.
1953 verließ er Paris und ging für ein Jahr nach Schweden, und in den nächsten Jahren pflegte er Kontakte in die Schweiz und nach Deutschland, wo er zum Beispiel 1959 und 1961 in der Galerie Olaf Hudtwalcker im Jazzhaus in der Kleinen Bockenheimer Gasse 12 in Frankfurt am Main ausstellte. Natürlich führte es ihn immer wieder nach Paris. 
Er lebte und arbeitete jedoch sehr zurückgezogen in Barcelona. Ab 1961 öffnete er sich. Sein Widerstand gegen alles Staatliche im Franco-Spanien wurde geringer. 1962 wurde sein bisheriges Schaffen im Museo de Arte Contemporanéo de Barcelona in einer Retrospektive gezeigt. Im selben Jahr willigte er sogar in eine Beteiligung seiner Werke in der großen Ausstellung Pintura Espanola in der Tate Gallery in London sowie im Provinzialmuseum in Málaga ein.
Er begann mit der Verarbeitung von Themen zu Federico García Lorca. Seine Arbeiten blieben in den nächsten Jahrzehnten abstrakt. Sie sind zum Teil eine Verarbeitung seiner Kindheitserlebnisse im Bürgerkrieg. Er lebte bis zu seinem Tode zurückgezogen mit seiner Familie in Monells in der Ebene des Empordà östlich von Girona, wo er sich Haus und Studio eingerichtet hatte.